# Sigrun (valkyria)

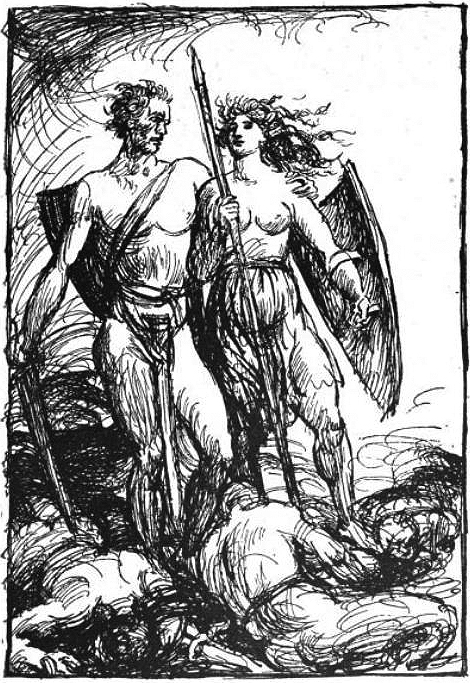
Sigrun och Helge Hundingsbane på slagfältet. Bild av Robert Engels 1919.

Sigrun Högnesdotter (Sigrún Hǫgnadóttir) var en valkyria som omtalas i kvädena om Helge Hundingsbane. Hon var den återfödda Svava Eylimesdotter (Sváfa Eylimadóttir), som också hade varit valkyria under sin levnad.
Sigrun brukade rida  ”genom luften och över hav” (hon reið lopt ok lǫg) i spetsen för nio valkyrior. Ritten liknar i dikten ett urväder, eller kanske ett norrsken.
| Då lyste en eld över Logafjäll, och blixtar slogo bländande fram. – – – – höga under hjälmen, på himlafältet; brynjorna voro blodbestänkta, av spjuten stodo strålar av ljus. | Þá brá ljóma af Logafjǫllum, ęn af þęim ljóma lęiptrir kómu. – – – – hóvar und hjǫlmum á himinvanga, brynjur vǫ́ru þęira blóði stoknar, ęn af gęirum gęislar stóðu. |  |

Sex rader i texten har gått förlorade. Där bör ha stått något i stil med att ”man såg valkyrior rida”. Logafjäll (Logafjǫll) är inte någon känd plats. Om det är en vulkan som avses (logi betyder ”låga”, ”eld”) skulle det kunna tyda på att strofen diktats på Island.
Helge Hundingsbane och Sigrun träffas första gången då han gjort ett strandhugg i ”Brunaviken” (Brunavágar: en vik där man härjat och bränt). De börjar prata och det framgår att hon å yrkets vägnar – som valkyria – har lagt märke till hans blodiga framfart. Hon är kär i honom, och det tycks hon ha varit redan innan de träffades:
| Hon sade hon älskade av all sin håg Sigmunds ättling, innan hon såg honom. | Fyrr lézk (hon) unna af ǫllum hug syni Sigmundar an (en hon) sét hafði. |  |

Sigrun verkar inse att Helge Hundingsbane är den återfödde Helge Hjörvardsson som hon älskat i sitt tidigare liv. Att de båda troddes vara återfödda står i epilogen till Helgakviða Hjǫrvardssonar, och i prologen till Helgakviða Hundingsbana önnur sägs det vidare att Helge av sina föräldrar hade blivit uppkallad efter den döde Helge Hjörvardsson.
Sigrun och Helge svär varandra trohet, men dessvärre blir hon av sin far Högne bortlovad till Hödbrodd (Hǫðbroddr), som är son till kung Granmar. Sigrun blir förskräckt när hon får veta detta och uppsöker Helge, som lugnar henne med att han vet hur sådana tvister skall lösas. 
| Helge samlade då en stor skeppshär och for till Frekasten, och på havet fick de en farlig storm. Det åskade och blixtrade och blixtar slog ned i skeppen. Högt uppe i luften syntes nio valkyrior rida, och de kände igen Sigrun. Då lade sig stormen och de kom oskadda i land. | Helgi samnaði þá miklum skipaher ok fór til Frekasteins, ok fengu í hafi ofviðri mannhætt. Þá kómu leiptr yfir þá, ok stóðu geislar í skipin. Þeir sá í loptinu, at valkyrjur níu riðu, ok kenndu þeir Sigrúnu. Þá lægði storminn, ok kómu þeir heilir til lands. |  |

Frekasten (”ulvstenen”) är namnet på det blivande slagfältet. Sigrun och hennes valkyrior har skyddat skeppen och stillat stormen.
Sigruns far Högne, och hennes bröder Brage och Dag, ilar nu till Granmars hjälp; men i det slag som följer stupar alla Granmars söner, liksom Högne och Brage. Dag överlever, men tvingas svära trohet till Helge. På slagfältet hånar Sigrun den döende Hödbrodd som velat gifta sig med henne:
| ”Aldrig håller du, Hödbrodd konung, i famnen Sigrun från Sevafjäll; Grids gråhästar få gott om lik – för Granmars söner är slutet inne.” | ”Muna þér, Sigrún frá Sefafjǫllum Hǫðbroddr konungr, hníga at armi; liðin er ævi – opt náir hrævi gránstóð gríðar – Granmars sona.” |  |

Sedan gråter hon en skvätt över sin döde far och bror, varefter hon gifter sig med deras dråpare. Men brodern Dag blotar till Oden för att få hämnd. Han får då låna Odens spjut och dräper sedan Helge när denne intet ont anande besöker en plats som kallas Fjätterlunden (Fjǫturlundr).
Sigrun blir förtvivlad när hon får veta vad som skett och utslungar en väl genomarbetad, tre eller fyra strofer lång förbannelse över sin bror. Sedan blir Helge höglagd på Sevafjäll (Sevafjǫll) och Sigrun sörjer honom med sådan intensitet att hennes tårar träffar honom i dödsriket och faller som blod på hans bröst. Till sist får han permission för att en enda natt återvända till sin sörjande hustru, men han måste vara tillbaka före första hanegället. Sigrun reder en bädd åt dem båda i gravhögen.
| ”Här har jag rett åt Helge en sovplats vila okvald, ylfingars ättling! Jag vill i din famn, o förste, somna, liksom jag gjorde då hjälten levde.” | ”Hér hęfk þér, Hęlgi, hvílu gǫrva angrlausa mjǫk, Ylfinga niðr, vilk þér í faðmi, fylkir, sofna sęm lofðungi lifnum myndak.” |  |

Men hennes sorg lindras inte av den dödes besök. Varje natt går hon till gravhögen i hopp om att han skall återkomma. När så inte sker tynar hon bort och dör av sorg.
Den avslutande prosatexten i Helgakviða Hundingsbana önnur meddelar dock att man förr i tiden trodde att Sigrun och Helge återföddes en tredje gång: hon som Kåra Halvdansdotter (Kára Hálfdanardóttir) och han som Helge Haddingjaskate.